# Filip Leu

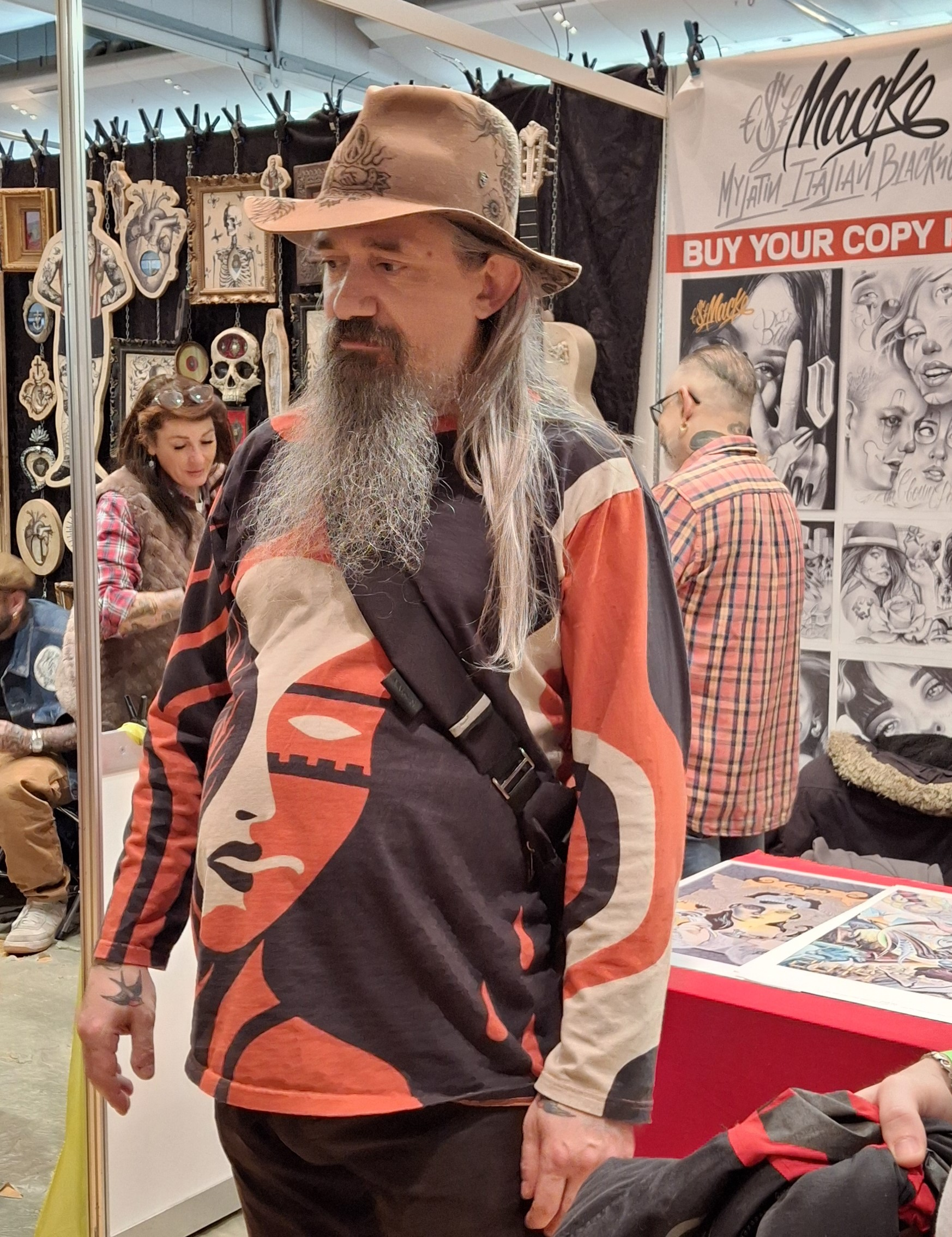
Filip Leu auf der «Gods of Ink» Tattoo Convention, 2024

Filip Leu (* 1967 in Paris) ist ein Schweizer Tätowier-Künstler. Er gilt heute als einer der bekanntesten zeitgenössischen Tätowierer.

## Leben
Leu wuchs zunächst in Paris auf. Er ist ein Enkel der Schweizer Künstlerin Eva Aeppli und ihres ersten Ehemanns, des Architekten Hans «Johnny» Felix Leu. Seine Eltern Felix Leu (alias Don Feliz, 1945–2002) und Loretta (* 1945) waren reisende Künstler. Sie lernten sich 1965 in New York City kennen. Bis 1978 reisten und lebten sie in Amerika, Europa, Nordafrika, Indien und Nepal. Sie bekamen vier Kinder (Ama, Aia, Filip und Ajja), die alle unterwegs geboren wurden. Sie lernten auch die Tätowier-Kunst und bestritten schliesslich mit dem Tätowieren ihren Lebensunterhalt. Mit seinem Vater Felix Leu und seiner Mutter Loretta begann Filip Leu schon in jungen Jahren zu tätowieren. Die Familie Leu hatte sich in Goa niedergelassen, und Filip zeichnete für die Kunden seiner Eltern Tätowiermotive.

### Privat
Als Leu 14 Jahre alt war, lernte er die damals 13-jährige Titine Kesselring kennen, die er 1990 heiratete. Titine, Tochter von Françoise und Rolf Kesselring (Schriftsteller, Journalist, Redaktor und Gründer der Untergrundbibliothek «La Marge» im Jahr 1971), ist eine autodidaktische Malerin und Tätowiererin. Bereits als Teenager erlernte sie bei Hugo Pratt die Aquarellmalerei und bei Joe Boehler Bildhauerei. Das Paar lebt in Bullet, einem Ort mit ca. 650 Einwohnern in der Nähe von Sainte-Croix VD.

### Der Tätowierer

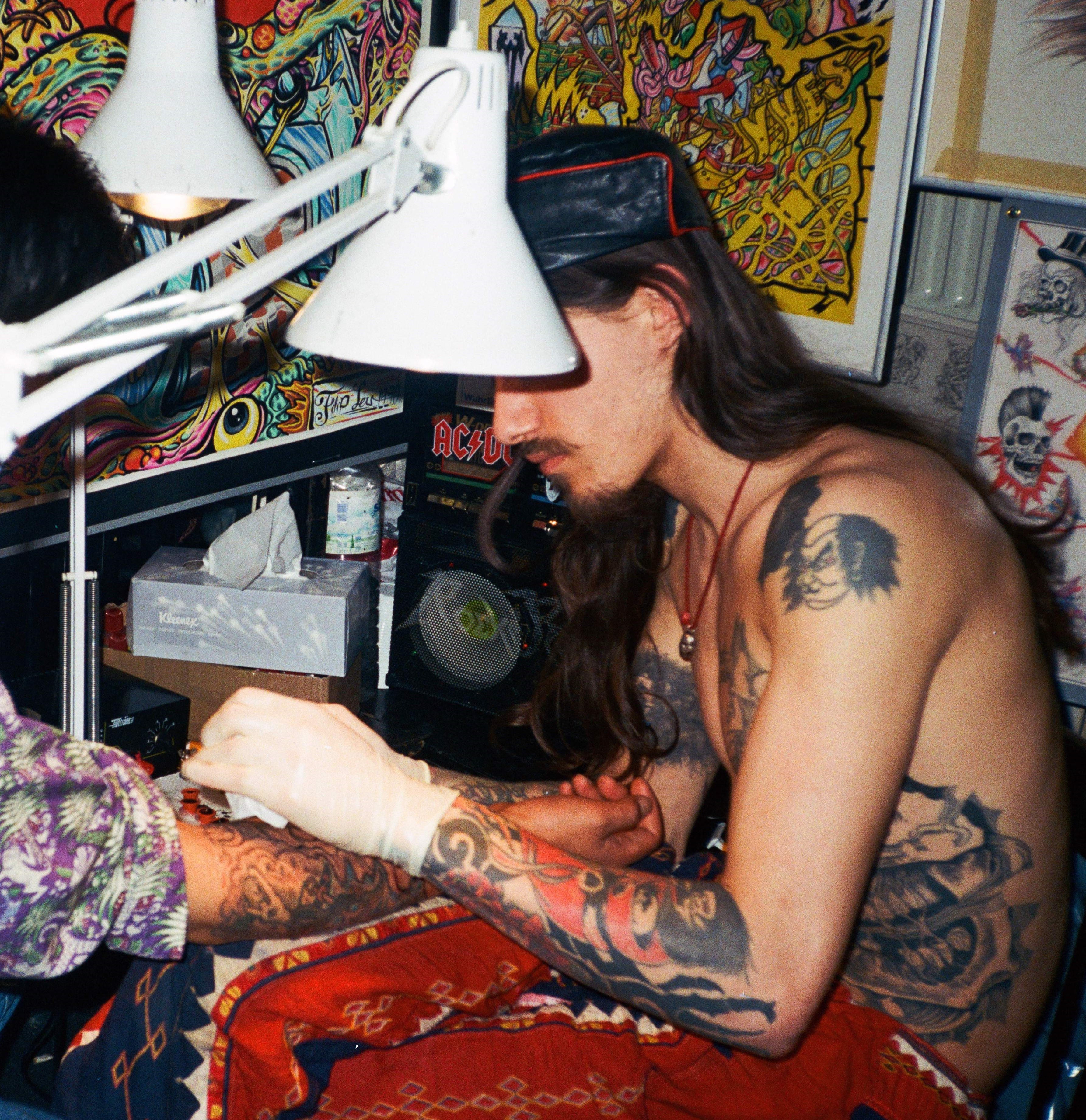
Filip Leu auf der Tattoo Expo, 1993

Das Tätowieren erlernte Leu von seinem Vater Felix Leu. Ab seiner Volljährigkeit reiste Filip Leu nach Japan und in die USA, um einige der bekannteren Tätowierer der Zeit zu treffen. Er vervollständigte seine Ausbildung u. a. bei Horiyoshi III in Tokio, arbeitete für Ed Hardy in dessen Realistic Tattoo Studio in San Francisco und erlernte bei Paul Rogers die Herstellung von Tätowiermaschinen. 1981 beschloss die Familie Leu, sich in der Schweiz niederzulassen, wo sie das Family Iron Tattoo Studio gründete. Das Studio liegt heute in Bullet und ist in einem alten Haus untergebracht, das die Familie Leu renovierte. Früher war dort ein Ski-Shop ansässig.
1986 trat Filip in das Familienunternehmen in Lausanne ein und entwickelte seinen eigenen Stil; «ein sensibles Zusammentreffen zwischen traditioneller japanischer Kunst und einer zeitgenössischen Annäherung an die traditionelle Tätowierung sowie der Ikonographie aus der Philosophie der Biomechanik».
Das Tätowier Magazin betitelte Leu als «einen der größten Tätowierer unserer Zeit», den «ein unverwechselbarer Stil, übermenschliche Geduld und ein irrwitziges Arbeitstempo» auszeichnen.

## Ausstellungen (Auswahl)
- Filip Leu präsentierte von Mai 2014 bis Oktober 2015 ein Werk in der Ausstellung «Tatoueurs, tatoués» im Musée du quai Branly.[9]
- Für die Ausgabe 23 des Magazins HEY! modern art & pop culture schuf Leu eine exklusive Serie von 16 Gemälden, von denen 8 in der Ausstellung HEY! modern art & pop culture – Act III im Museum der Halle Saint Pierre von Oktober 2015 bis März 2016 präsentiert wurden.[10]
- Vom 3. März 2021 bis 31. Oktober 2021 war im Museum Tinguely die Ausstellung Art Leu Family. Caresser la peau du ciel zu sehen.[11]
- Vom 8. Februar bis 2. Juni 2024 wurden in der Tattoo-Ausstellung im Caixa Forum in Palma Exponate von Leu gezeigt.[12]

## Werke
- Filip Leu (Autor), Miki Vialetto (Kurator): Filip Leu. Mediafriends, Mailand 2020, ISBN 978-88-97845-26-3.

## Die Leu-Familie

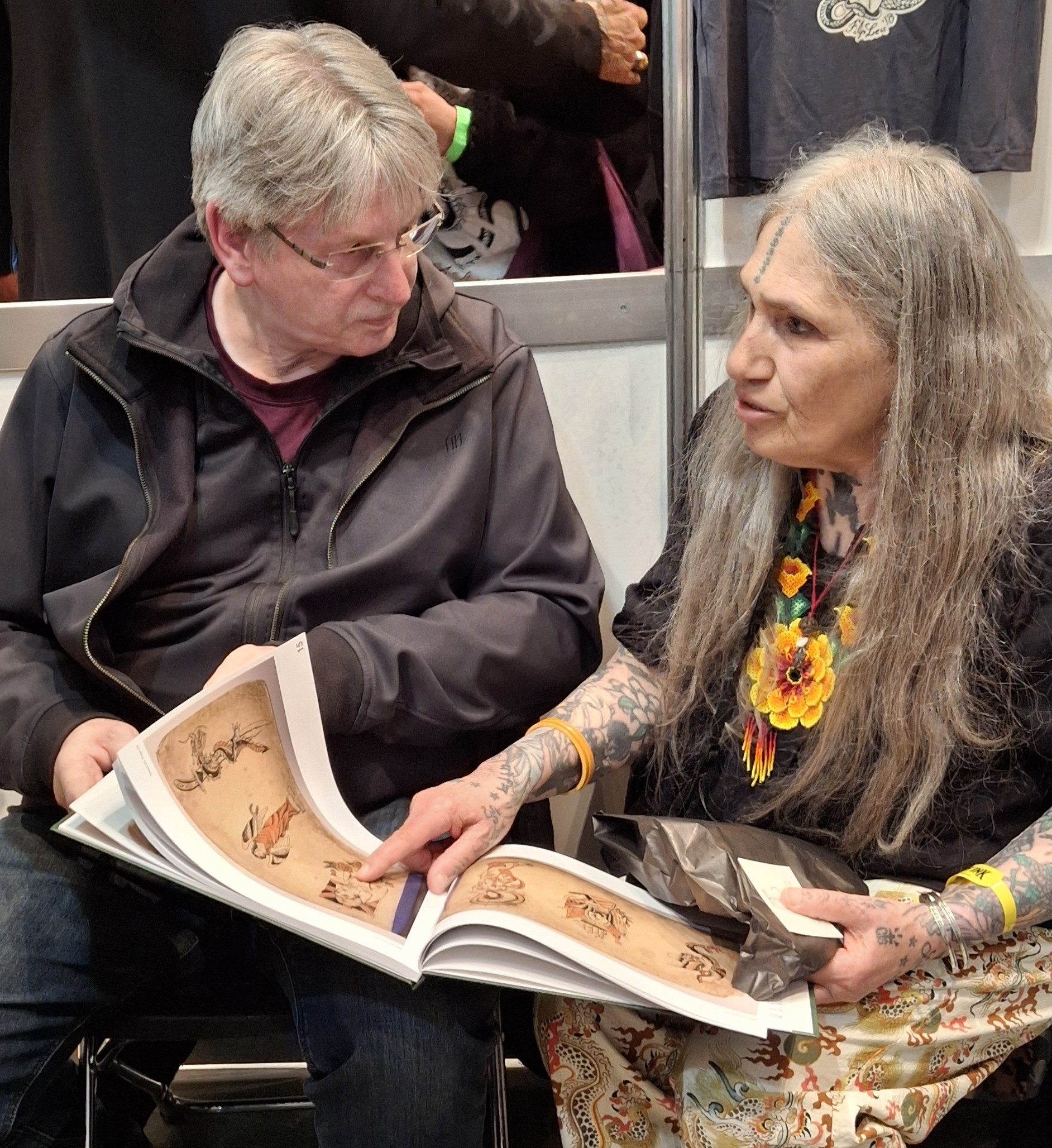
Die Künstlerin Loretta Leu im Gespräch mit Manfred Kohrs 2024

«Der Leu-Clan ist vor allem in Tattoo-Kreisen bekannt, besitzt dort weltweit Star-Ruhm.» Felix Leu, der Sohn von Eva Aeppli, und seine Frau Loretta reisten Ende der 1960er bis weit in die 1970er Jahre um die Welt und lebten von ihrer Tätowier-Kunst. Zu den drei aktuell künstlerisch tätigen Generationen der Familie gehören u. a. Loretta Leu; Filip und Titine Leu; Ama, Doug, Summer und Poppy Leu-Wilson; Aia, Steve, Fayet und India Leu-Allin; Ajja und Tanya Leu; Jane Leu Rekas; Miriam Tinguely (Tochter von Jean Tinguely); Rolf Kesselring; Cajun Leu und Chloé Liberge sowie Cressa McLaren.

## Rezensionen
«Filip Leu und seine Familie gelten in der Szene als Legenden. Filip hat als Kind gelernt zu tätowieren und heute eine Kunden-Warteliste von mehreren Jahren. Er ist das Idol von vielen Tätowierern.»

## Filmografie
- 2022: Scab Vendor: The Life and Times of Jonathan Shaw
- 2013: Tattoos: Tous tatoués
- 2013: Tattoo Nation
- 2008: Tattooed